# Anisia nigrocincta
Anisia nigrocincta är en tvåvingeart som beskrevs av Wulp 1890. Anisia nigrocincta ingår i släktet Anisia och familjen parasitflugor. Inga underarter finns listade i Catalogue of Life.